# Borophagus
Borophagus es un género extinto de cánido de la subfamilia Borophaginae, nativo de América del Norte. Existió desde el Mioceno Inferior hasta el Plioceno entre hace 23,3—3,6 millones de años. Borophagus existió durante aproximadamente 19,7 millones de años.

## Taxonomía
Las características típicas del género son una frente prominente y unas mandíbulas poderosas; probablemente era un carroñero. Sus premolares trituradores y fuertes músculos mandibulares pudieron usarse para romper huesos como lo hacen la hienas actuales. Los adultos tenían una longitud aproximada de 80 cm, similar a la de un coyote, sin embargo tenía una contextura más robusta.

## Descripción

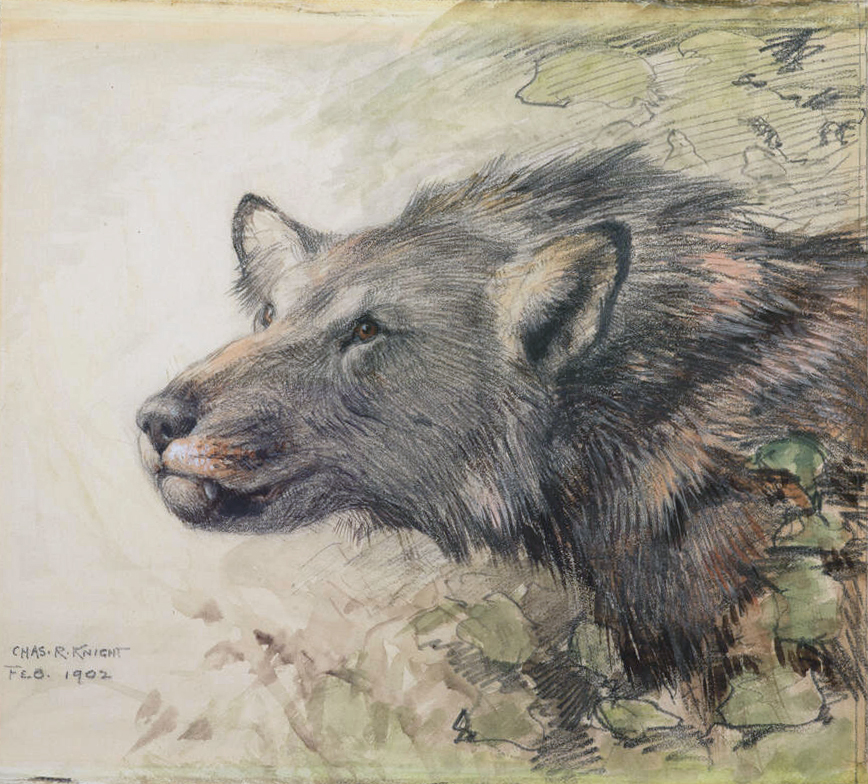
Recreación de la cabeza de Charles R. Knight.

Borophagus, al igual que los otros borofagínidos son conocidos como «perros trituradores de huesos» o «perros parecidos a hienas». A pesar de no ser el borofagínido más grande o pesado, este animal tenía una capacidad altamente evolucionada de triturar huesos, más que los géneros precedentes como Epicyon, la cual parece una tendencia evolutiva del grupo. Durante el Plioceno, Borophagus empezó a ser desplazado por especies del género Canis como Canis edwardii y posteriormente por Canis dirus. Las primeras especies de Borophagus fueron clasificadas dentro del género Osteoborus hasta hace poco, pero este género actualmente se considera como sinónimo. Borophagus posiblemente llevaba un estilo de vida similar al de una hiena, alimentándose de carroña.

## Cánidos competidores
Borophagus fue uno de los últimos borofagínidos y pudo haber compartido hábitats en América del Norte con otros cánidos como Epicyon (20,6-5,3 millones de años), Paratomarctus (16,3-5,3 millones de años), Carpocyon (20,4-3,9 millones de años), Aelurodon (23,03-4,9 millones de años) y el primer lobo, Canis lepophagus, que apareció hace 10,3 millones de años.

## Morfología
Se examinaron dos especímenes de Borophagus para estimar su peso corporal. El primero de ellos se calculó en 43,8 kg y el segundo en 35,8 kg.

## Especies

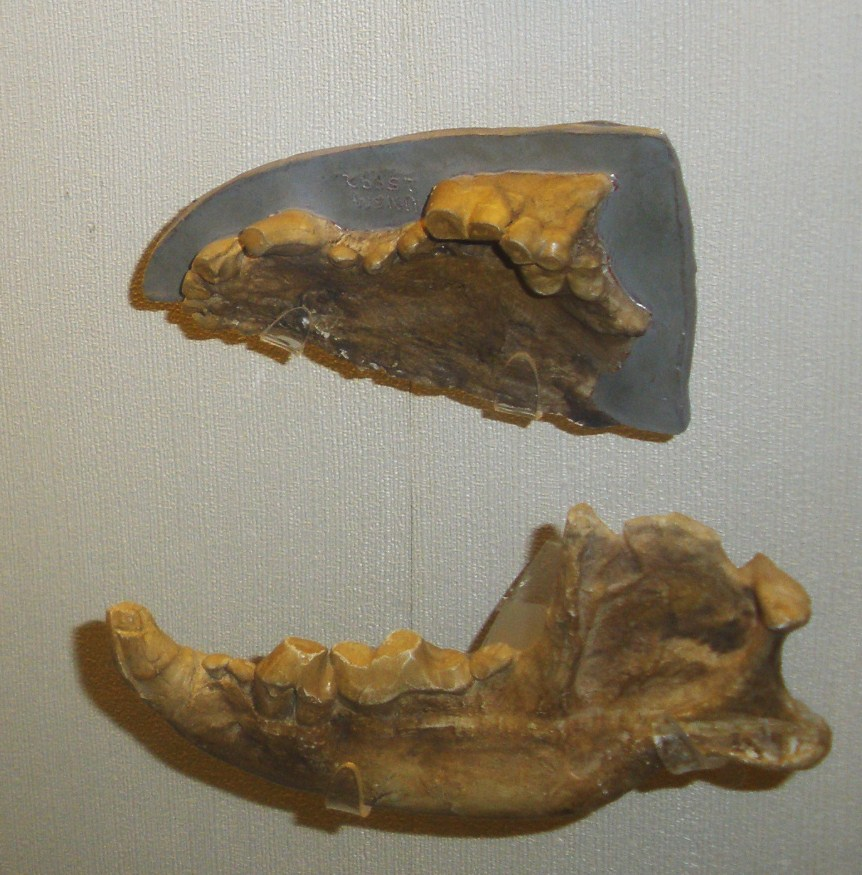
Mandíbulas de Borophagus diversidens

- Borophagus diversidens existió durante 3,1 millones de años (sinónimo de Felis hillianus, Hyaenognathus matthewi, Hyaenognathus pachyodon, Hyaenognathus solus, Porthocyon dubius)
- Borophagus dudleyi existió durante 19,7 millones de años
- Borophagus hilli existió durante 19,7 millones de años (sinónimo de Osteoborus crassapineatus, Osteoborus progressus)
- Borophagus littoralis existió durante 13 millones de años (sinónimo de Osteoborus diabloensis)
- Borophagus orc existió durante 5,4 millones de años
- Borophagus parvus existió durante 6,4 millones de años
- Borophagus pugnator existió durante 18 millones de años (sinónimo de Osteoborus galushai)
- Borophagus secundus existió durante 18 millones de años (sinónimo de Hyaenognathus cyonoides, Hyaenognathus direptor)